# Not all there
Not all there is het derde studioalbum van Galahad dat via de reguliere weg te koop was. Het verscheen onder de bandnaam Galahad Acoustic Quintet (GAQ). Tussen het vorige album Nothing is written en dit album verscheen allerlei materiaal van de band voornamelijk op muziekcassette en de heruitgave van hun eerste album. Op Not all there pakte de band hun muziek anders aan. Het merendeel van de muziek wordt gespeeld op akoestische muziekinstrumenten en live ingespeld. Later werden daar nog wat toetsinstrumenten en zang aan toegevoegd. Het album is opgenomen in Ringwood in Hampshire en wijkt sterk af van de rest van de opnamen van Galahad. 

## Musici
- Stuart Nicholson – zang, tamboerijn
- Mark Andrews – toetsinstrumenten en achtergrondzang
- Roy Keyworth – gitaar
- Spencer Luckman – slagwerk, percussie
- Sarah Quilter – dwarsfluit, klarinet, saxofoon

Met
- Neil Pepper – basgitaar

## Muziek
| Nr. | Titel                                                         | Duur |
| --- | ------------------------------------------------------------- | ---- |
| 1.  | Sir Galahad (Scene one) (tekst: Alfred Tennyson, muziek: GAQ) | 3:03 |
| 2.  | Mother Mercy (GAQ)                                            | 5:36 |
| 3.  | Club 18:30 (Keyworth, Andrews)                                | 2:30 |
| 4.  | Dreaming from the inside (Galahad)                            | 4:13 |
| 5.  | Melt (Andrews, Nichaolson)                                    | 4:13 |
| 6.  | White Lily (Andrews)                                          | 2:53 |
| 7.  | Through the looking glass (GAQ)                               | 4:29 |
| 8.  | Looking up at the apple trees (Galahad/Keyworth)              | 3:47 |
| 9.  | Shrine (Nicholson)                                            | 1:22 |
| 10. | Legless in Gaza (Andrews, Nicholson, Keyworth, Quilter)       | 3:54 |
| 11. | Iceberg (Andrews, Nicholson, Keyworth)                        | 3:36 |
| 12. | Where there’s all of nothing (Galahad)                        | 5:00 |
| 13. | Sir Galahad (tekst: Alfred Tennyson; muziek GAQ)              | 3:43 |